# 小西裕之
小西 裕之（こにし ひろゆき、1963年8月14日 - ）は、東京都出身の元体操選手で仙台大学准教授、同大体操部監督、解説者の後、2013年医学博士取得　都立大整形外科勤務、2022年から令和健康科学大学リハビリテーション学部　1988年ソウルオリンピック体操男子団体銅メダリスト。日本体育大学卒業。弘前大学大学院医学研究科卒業。

## 現役時代の成績
- 1984年：ロサンゼルスオリンピック代表（怪我のため代表辞退）
- 1985年：モントリオール世界選手権（カナダ）鞍馬銅メダル、団体総合4位
- 1987年：ロッテルダム世界選手権（オランダ）団体総合5位
- 1988年：ソウルオリンピック団体総合銅メダル

## エピソード
小西は2004年アテネオリンピックで男子体操競技の解説を務め、日本の28年ぶりの男子団体総合の金メダルの瞬間を見届けた。金メダルを確実なものとした瞬間、小西は感極まり大粒の涙を流した。この日実況を務めていた刈屋富士雄アナウンサーの「小西さん、どうぞ泣いてください。小西さんの目から大粒の涙がこぼれてきました」の言葉は、このときの会場の雰囲気を伝えたものである。
2008年に行われた北京オリンピックでも男子体操競技の解説を務めている。
なお鞍馬の技のひとつコニシは、小西裕之の編み出した技である。